# Ligejsko more
Ligejsko more (Ligeia Mare) je jezero u sjevernoj polarnoj regiji Titana, Saturnovog najvećeg mjeseca. To je drugo najveće tekuće tijelo na Titanovoj površini, nakon Krakenovog mora. Veći od jezera Superior na Zemlji i tek malo manji od Jadrana, većinom je sastavljen od tekućeg metana, s nepoznatim, ali manjim sastojcima otopljenog dušika i etana, kao i drugim organskim spojevima. Smješteno je na 78° S, 249° W, a u potpunosti ga je snimila svemirska letjelica Cassini. Ima površinu od oko 126 000 km2 i obala dugu 2000 km u dužinu. Jezero je možda hidrološki povezano s većim Krakenovim morem. Njezin imenjak je Ligeja, jedna od sirena u grčkoj mitologiji. 

## Opis
Ligejsko more ima dva prevladavajuća tipa obale, "nazubljena" i "glatka". Prvu obalu karakterizira vlažni, erodirani teren, a drugu niži, uglađeniji topografski prikaz i prisutnost brojnijih i dužih kanala. Na istočnoj i južnoj strani jezera dominira nazubljeni teren; glatki teren se nalazi na zapadu i sjeveru. Obala ima brojne uvale koje izgledaju kao da su potopljena riječna ušća (rijas), a za razliku od jezera Ontario ne postoje vidljivi podzemni nanosi delte, što je mogući dokaz nedavnog porasta razine mora. Na sjeveroistočnom i sjeverozapadnom dijelu jezera, uz otprilike četvrtinu ukupne obalne crte, postoje opsežna područja gdje je dubina manja od 5 m, dovoljno plitka da bi se radarski valovi mogli probiti do dna. Cassinijeva radarska mjerenja iz 2013. godine pokazuju da su dijelovi jezera duboki 170 m što znači da tekućina mora biti vrlo čist metan budući da je radarski signal mogao proći pravo kroz nju. Površina jezera se pojavljuje kao vrlo glatka na radarskim snimcima; ravna je unutar nekoliko milimetara, što sugerira vrlo lagane površinske vjetrove.
Prosječna dubina je otprilike 50 m, dok je najveća dubina vjerojatno > 200 m. Ukupni obujam je vjerojatno > 7000 km3.

## Hidrologija
Razlozi skoro čistog metanskog sastava Ligeia Mare još uvijek nisu u potpunosti jasni. Dok studije nisu pokazale drugačije, pretpostavljalo se da će etan biti glavni sastojak Titanskih mora, jer se on stvara u gornjoj atmosferi Titana sljedećom reakcijom: 
2 CH4 → H2 + C2H6
Manjak etana otvoreno je pitanje koje čeka daljnju istragu. Teorije uključuju to su migriranje u podmorsku koru ili možda u Kraken Mare, čiji sastav do sada nije još uvijek dobro proučen. U potonjem slučaju tekući ugljikovodik siromašan etanom bio bi ekvivalent kopnenoj slatkoj vodi (titanske oborine su uglavnom metan).
Pored etana, Titanova atmosfera proizvodi širok spektar složenijih fotokemijskih proizvoda, poput nitrila i benzena. Smatra se da se oni talože i ulijevaju u Titanova mora. Radarski podaci govore da je morsko dno Ligejskog mora vjerojatno pokriveno debelim slojem ovih organskih spojeva.
Očitavanje temperature s obale Ligejskog mora sugerira da je porozno i visoko zasićeno ugljikovodicima. Obale Ligejskog mora i drugih sjevernih polarnih jezera i mora bile su stabilne tijekom Cassinijevog promatranja, nasuprot južnom polarnom Ontario Lacusu, gdje je došlo do značajnog povlačenja obale. Međutim, promatrane su prolazne pojave, uključujući značajku od 260 četvornih kilometara koju su Cassinijevi znanstvenici nazvali "Čarobni otok". Područje "Čarobnog otoka" pojavilo se tek 2014. godine i mogu biti valovi, mjehurići ili podzemni led koji se uzdiže na površinu dok se jezero zagrijava tijekom proljeća ili je to mogući muljevit materijal suspendiran u tekućem ugljikovodičnom moru.

## Predložene misije
Titan Mare Explorer (TiME) je sletač koji je predložen 2009. godine da se pljusne i onda pliva po jezeru. Odabran je za studiju dizajna Phase-A 2011. godine kao kandidat za 12. priliku NASA-inog programa Discovery, ali nije odabrana za let.
Titan Lake In-situ Sampling Propelled Explorer (TALISE) bila je idejna studija dizajna za španjolsku misiju sletača koji je predviđen da se spusti i plovi na Ligejskom moru.
U 2015. godini, NASA-in inovativni napredni koncepti (NIAC) dodijelio je fazu II dizajnerskoj studiji podmornice za istraživanje mora Titana.

## Vanjske poveznice
- Označena karta Titanove sjeverne polarne regije na temelju radarskih slika, koja pokazuju jezera i mora